# Erebomorpha fulminans
Erebomorpha fulminans är en fjärilsart som beskrevs av Warren. Erebomorpha fulminans ingår i släktet Erebomorpha och familjen mätare. Inga underarter finns listade i Catalogue of Life.